# BBC Radio 1
BBC Radio 1 er en britisk national radiostation, der er en del af public service-selskabet BBC. Stationen spiller ung musik og kan nærmest sammenlignes med Danmarks Radio P3, selvom udbuddet på mange måder adskiller sig markant. Kanalen sender via FM, DAB, digital satellit-tv samt det digitale jord-sendenet i Storbritannien. I 2009 var stationens mest populære program Chris Moyles morgenprogram Chris Moyles Show, der dagligt havde næsten otte millioner lyttere, hvilket i særklasse er et af Europas mest aflyttede radioprogrammer. Samtlige udsendelser kan høres live eller som podcast via stationens hjemmeside.

## Indhold
I dagtimerne er det musikalske udbud på Radio 1 primært mainstream, men om aftenen forandres profilen markant. Radio 1 spiller dagligt efter kl. 19.00 musik fra forskellige alternative musikgenrer som electronic dance, hiphop, rock, ligesom der sendes interviews. 

## Eksterne links
- BBC Radio 1 (officielt websted)

| Radio | Spire Denne artikel om radio eller radioprogrammer er en spire som bør udbygges. Du er velkommen til at hjælpe Wikipedia ved at udvide den. |